# Albrecht Freiherr von Boeselager

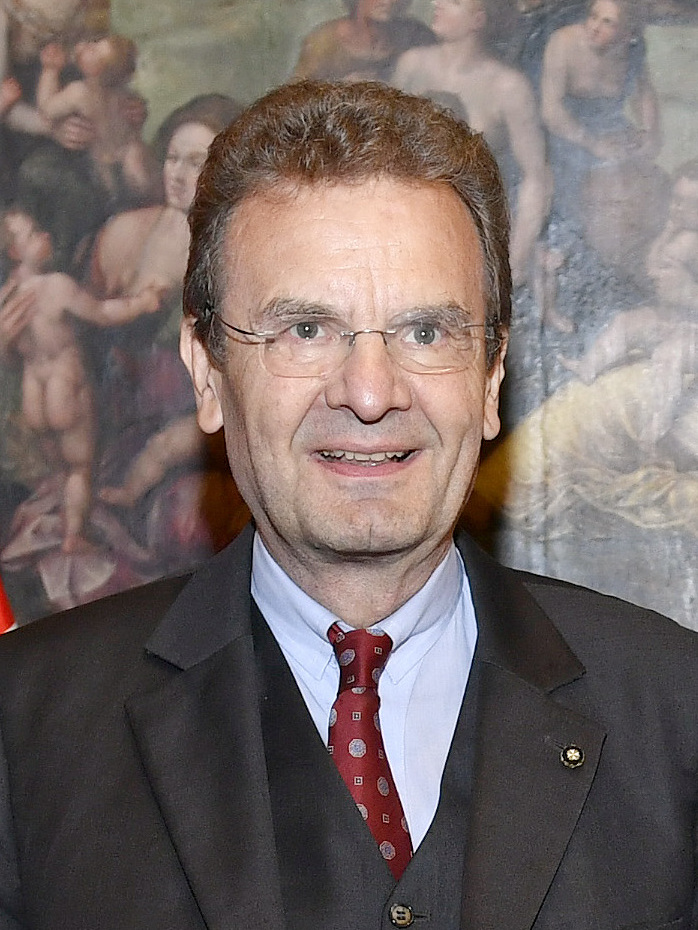
Albrecht Freiherr von Boeselager

Albrecht Freiherr von Boeselager (* 4. Oktober 1949 in Altenahr) ist ein deutscher Jurist aus dem Adelsgeschlecht Boeselager. Er ist Ehren- und Devotions-Großkreuz-Bailli in Obedienz und war von 1989 bis 2014 Großhospitalier sowie von 2014 bis 2016 und nach vorübergehender Absetzung durch den Großmeister Matthew Festing von 2017 bis 2022 Großkanzler des Souveränen Malteserordens.

## Familie
Von Boeselager ist eines von vier Kindern von Philipp Freiherr von Boeselager und Rosa Maria, geb. Gräfin von Westphalen zu Fürstenberg.  Er ist verheiratet mit Praxedis, geb. Freiin von und zu Guttenberg, einer Schwester von Enoch Freiherr von und zu Guttenberg. Somit ist er ein Onkel von Karl-Theodor zu Guttenberg. Er ist Vater von fünf Kindern. Der Bankier Georg Freiherr von Boeselager ist sein jüngerer Bruder.

## Leben
Nach dem Abitur am jesuitischen Aloisiuskolleg in Bad Godesberg leistete von Boeselager von 1968 bis 1970 den Wehrdienst ab und schied als Leutnant der Reserve aus. Danach studierte er von 1970 bis 1974 Rechtswissenschaften an der Rheinischen Friedrich-Wilhelms-Universität Bonn, der Universität Genf und der Albert-Ludwigs-Universität Freiburg. Seit 1970 ist er Mitglied des Corps Palatia Bonn. Von 1976 bis 1990 war er als Rechtsanwalt tätig und übernahm 1987 den väterlichen Land- und Forstwirtschaftsbetrieb. Er ist Besitzer von Burg Kreuzberg an der Ahr. Als örtlicher Waldbesitzer ist er in der Nachfolge seines Vaters Vorsitzender des Waldbauvereins seines Heimatkreises Ahrweiler.

## Malteserorden
Von Boeselager wurde 1976 in den Malteserorden aufgenommen und 1985 Obedienzritter. Von 1982 bis 2015 war er Kanzler der Deutschen Assoziation des Ordens.
Vom 1. Januar 1982 bis 31. März 1985 war er Geschäftsführer und vom 14. Januar 1985 bis 30. April 1990 ehrenamtlicher Leiter des Malteser Hilfsdienstes in der Erzdiözese Köln.
Neben seiner Tätigkeit im Präsidium des Malteser Hilfsdienstes e. V. gehörte er seit 1989 der Ordensregierung in Rom, zunächst als Großhospitalier und von 2014 bis 2022 als Großkanzler (Leiter der Regierung / Ministerpräsident) an.
Außerdem ist Albrecht von Boeselager seit 1990 Mitglied des Päpstlichen Rates für die Pastoral im Krankendienst und seit 1994 Mitglied des Päpstlichen Rates „Cor Unum“. Am 31. Mai 2014 wurde er vom Generalkapitel in Rom zum Großkanzler des Ordens gewählt. Am 3. September 2022 wurde er vom Papst entlassen.
Zum Jahreswechsel 2016/2017 stand Albrecht von Boeselager im Mittelpunkt einer Verfassungskrise des Malteserordens, die durch seine rechtlich umstrittene Absetzung durch den amtierenden Großmeister Matthew Festing ausgelöst wurde. Festing und der Kardinalpatron des Malteserordens, Raymond Leo Burke, verlangten im Dezember 2016 Boeselagers Rücktritt. Boeselager lehnte den Rücktritt ab, woraufhin ihn Festing für abgesetzt und vorläufig aus dem Malteserorden ausgeschlossen erklärte; ein Grund sei die Verteilung von Kondomen durch Malteser in Myanmar gewesen. Nachdem von Boeselager gegen seine Absetzung, die er als unrechtmäßig und ungültig betrachtete, an den Papst appelliert hatte, kam es zu einer teilweise öffentlich ausgetragenen Auseinandersetzung zwischen der Ordensleitung und dem Vatikan über die Zulässigkeit der fünfköpfigen vatikanischen Untersuchungskommission, die den Papst über die Hintergründe informieren sollte. Am 25. Januar 2017 teilte der Vatikan mit, Großmeister Festing habe bei einer Audienz bei Papst Franziskus seinen Rücktritt eingereicht. Albrecht von Boeselager hatte inzwischen vor einem Ordensgericht gegen seine Absetzung geklagt. In seiner Sitzung vom 28. Januar 2017 akzeptierte der Souveräne Rat des Malteserordens daraufhin den Rücktritt des Großmeisters und die vom Papst angeordnete Rehabilitierung von Boeselagers, der wieder in seine bisherigen Ämter eingesetzt werden musste und an den Beratungen des Rates teilnahm. Die Führung der deutschen Assoziation des Malteserordens lobte die Rolle des Vatikans im Streit um den Malteserorden. Der Kanzler des deutschen Zweiges, Stephan Freiherr Spies von Büllesheim, dankte dem Papst dafür, dass er „dem Orden in dieser Verfassungskrise so schnell und sicher geholfen hat“.
Das Generalkapitel bestätigte Boeselager im Jahr 2019 für weitere fünf Jahre als Großkanzler. Am 3. September 2022 verfügte Papst Franziskus seine sofortige Entlassung als Großkanzler.

## Ehrungen und Auszeichnungen
- 1989: Großkreuz des Verdienstordens der Italienischen Republik
- 1990: Großkreuz des Ordens des Infanten Dom Henrique
- 1998: Orden des Weißen Doppelkreuzes 2. Klasse
- 1999: Großes Goldenes Ehrenzeichen am Bande für Verdienste um die Republik Österreich[17]
- 1999: Orden des litauischen Großfürsten Gediminas
- 2000: Honorary Companions with Breast Star des National Order of Merit
- 2009: Großkreuz des Verdienstordens der Republik Ungarn
- 2010: Großkreuz des portugiesischen Christusordens
- 2012: Großoffizier des Sterns von Rumänien